# (R)-2-hidroksikiselina dehidrogenaza
(R)-2-hidroksikiselina dehidrogenaza (EC 1.1.1.272,-sulfolaktat:NAD(P)+ oksidoreduktaza, L-sulfolaktat dehidrogenaza, ComC, (R)-sulfolaktat dehidrogenaza) je enzim sa sistematskim imenom (R)-2-hidroksikiselina:NAD(P)+ oksidoreduktaza. Ovaj enzim katalizuje sledeću hemijsku reakciju
(2)-3-sulfolaktat + NAD(P)+ {\displaystyle \rightleftharpoons } 3-sulfopiruvat + NAD(P)H + H+
Ova dehidrogenaza takođe deluje na (S)-malat i (S)-2-hidroksiglutarat, i.e. ista konfiguracija kao (R)-sulfolaktat.

## Literatura
- Nicholas C. Price; Lewis Stevens (1999). Fundamentals of Enzymology: The Cell and Molecular Biology of Catalytic Proteins (Third изд.). USA: Oxford University Press. ISBN 019850229X.
- Eric J. Toone (2006). Advances in Enzymology and Related Areas of Molecular Biology, Protein Evolution (Volume 75 изд.). Wiley-Interscience. ISBN 0471205036.
- Branden C; Tooze J. Introduction to Protein Structure. New York, NY: Garland Publishing. ISBN 0-8153-2305-0.
- Irwin H. Segel. Enzyme Kinetics: Behavior and Analysis of Rapid Equilibrium and Steady-State Enzyme Systems (Book 44 изд.). Wiley Classics Library. ISBN 0471303097.

## Spoljašnje veze
- (R)-2-hydroxyacid+dehydrogenase на 